# Корабель (фільм)
«Корабель» — радянський художній фільм 1988 року, знятий режисером Олександром Івановим-Сухаревським на кіностудії «Мосфільм».

## Сюжет
Компанія молодих юнаків та дівчат — так звана «золота молодь» — відпочиває у затишному дачному селищі в будинку одного з них. Батьків немає, і підлітки надані самі собі. Суворі часи пішли в минуле — юні герої мають усе, про що можна мріяти. Від нудьги вони грають у життя та смерть. Один із хлопців робить невдалу спробу самогубства, щоби щось довести оточуючим і собі самому.

## З історії зйомок

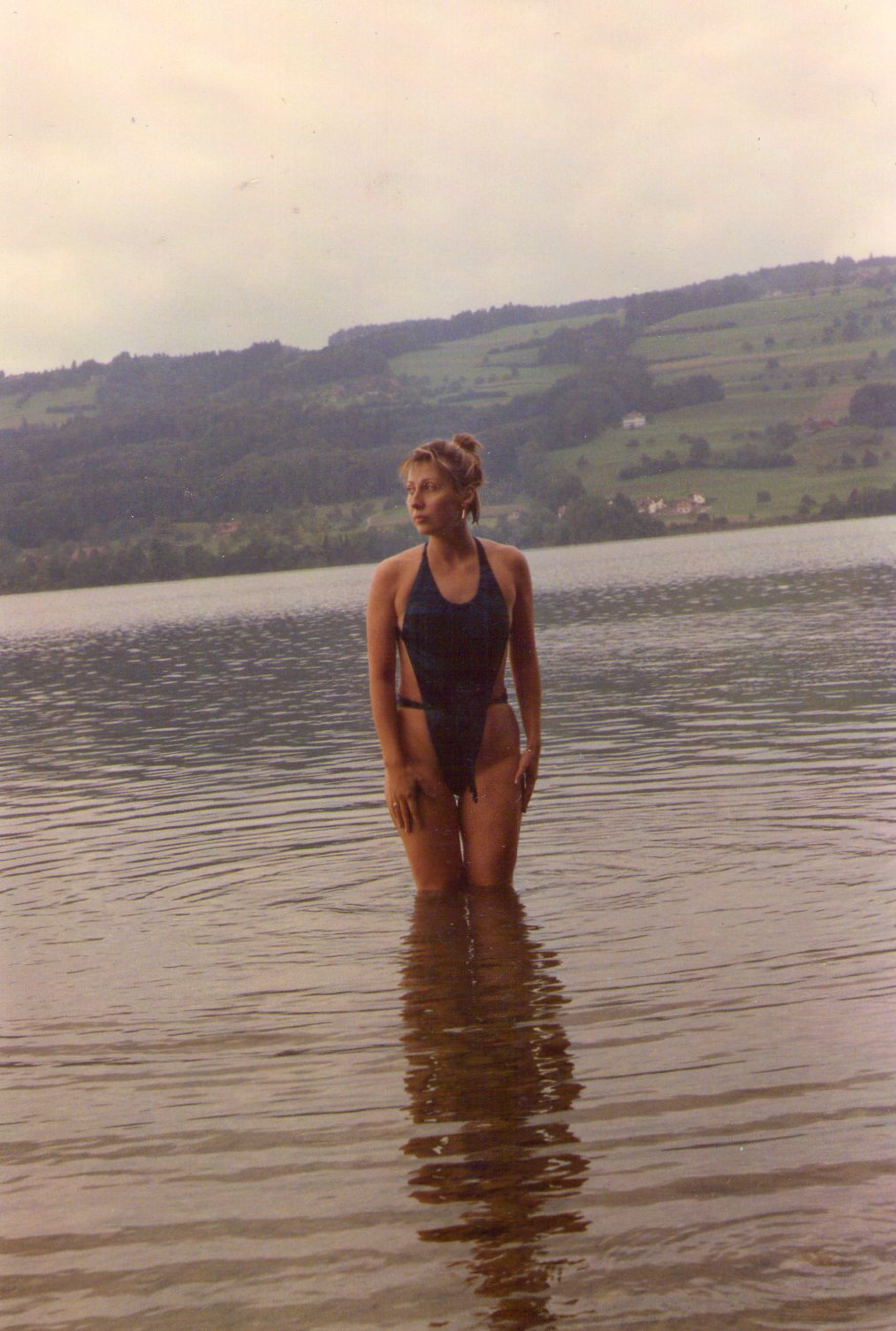
Юлія Долгорукова 1990,

Зйомки проходили на Николиной горі, на дачі нащадків Кравченко і Фонтон. Перша робоча назва сценарію Олени Лобачевської - «Юшка», в ньому описувалося життя Юлії Долгорукової, першої красуні Ніколіної гори, після відомої Московської художниці. Олександр Іванов-Сухаревський на роль Юшкі вибрав Оксану Фандеру, яка тільки що стала віце-міс на першому в СРСР конкурсі краси «Московська красуня». Також це один з перших радянських фільмів, наряду з фільмом «Маленька Віра», що вийшов в прокат в тому ж році, в якому була відверто показана сексуальна сцена.

## У ролях
- Володимир Заманський — Льоня
- В'ячеслав Невинний — Лев
- Денис Банніков — Ромка
- Гліб Морозов — Міка
- Оксана Фандера — Юшка, прообраз — Юлія Долгорукова
- Маріс Лієпа — Штоль
- Володимир Симонов — Андрій
- Наталія Фатєєва — Нора
- Олена Майорова — Олена
- Оксана Фомічова — Маша
- Катерина Симонова — Ксенія
- Володимир Басов — епізод
- Віталій Бабенко — епізод
- Сергій Волкош — епізод
- Ф. Габер — епізод
- Г. Джоши — епізод
- А. Медведєв — епізод
- І. Родіонова — епізод
- Тимофій Співак — батько Мікі
- Людмила Стоянова — мати Мікі
- І. Смирнова — епізод
- Поліна Шевкуненко — епізод
- О. Шустрова — епізод
- Олександр Іванов-Сухаревський — епізод

## Знімальна група
- Режисер — Олександр Іванов-Сухаревський
- Сценарист — Олена Лобачевська
- Оператор — Сергій Тараскін
- Композитор — Владислав Шуть
- Художник — Валентин Вирвич

## Критика
- «Радянський екран» 1989 №11 М. Левітін «Загальне місце порожнім не буває» с. 23
- «Радянський екран» 1989 №17 Віктор Матізен «Корабель йде на дно» с. 18